# Monastyr (rejon brasławski)
Monastyr (biał. Манастыр; ros. Монастырь) – wieś na Białorusi, w obwodzie witebskim, w rejonie brasławskim, w sielsowiecie Słobódka.
Inna nazwa wsi to Monastyrz.

## Historia
W czasach zaborów w gminie Brasław, w powiecie nowoaleksandrowskim, w guberni wileńskiej Imperium Rosyjskiego.
W latach 1921–1939 wieś a następnie kolonia leżał w Polsce, w województwie nowogródzkim (od 1926 w województwie wileńskim), w powiecie brasławskim, w gminie Brasław.
Według Powszechnego Spisu Ludności z 1921 roku zamieszkiwało tu 78 osób, 60 było wyznania rzymskokatolickiego a 18 prawosławnego. Jednocześnie 40 mieszkańców zadeklarowało polską przynależność narodową a 38 białoruską. Było tu 14 budynków mieszkalnych. W 1931 w 14 domach zamieszkiwało 75 osób.
Miejscowość należała do parafii rzymskokatolickiej i prawosławnej w Brasławiu. Podlegała pod Sąd Grodzki w Brasławiu i Okręgowy w Wilnie; właściwy urząd pocztowy mieścił się w Brasławiu.